# Heike Drechsler
Heike Gabriela Drechsler, nata Daute (Gera, 16 dicembre 1964), è un'ex lunghista e velocista tedesca, campionessa olimpica di salto in lungo ai Giochi di Barcellona 1992 e di Sydney 2000.
Detiene il record mondiale indoor del salto in lungo con la misura di 7,37 m e ha detenuto i record mondiali outdoor del lungo e dei 200 metri piani outdoor e indoor.

## Biografia
Soprannominata la figlia del vento (in analogia al soprannome il figlio del vento attribuito a Carl Lewis, eccellente anch'egli nelle specialità dello sprint e del salto in lungo), è l'unica donna ad aver vinto due medaglie d'oro olimpiche nel salto in lungo; a queste ha aggiunto due titoli mondiali, sempre nel lungo, e due Mondiali indoor (200 m piani e lungo).
Nel 1986 la Drechsler eguagliò due volte il record mondiale di Marita Koch nei 200 m piani, mentre fra il 1985 e il 1986 migliorò due volte il record nel lungo e ne eguagliò uno. Ha saltato in gara più di 400 volte oltre i 7 metri, come nessun'altra atleta ha mai fatto finora. In carriera ha vinto 4 ori europei nel lungo (1986, 1990, 1994, 1998) ed uno nei 200 metri (1986), oltre ad un argento nei 200 metri (1990). Tra il 22 settembre 1985 e l'11 giugno 1988 è stata detentrice del record mondiale del salto in lungo.
Da adolescente era attiva politicamente nella Freie Deutsche Jugend (FDJ) e nel 1984 fu eletta alla Volkskammer della Germania Est.
Nel 1999 fu tra le finaliste del premio IAAF di "atleta donna del secolo", attribuito poi a Fanny Blankers-Koen.

## Record nazionali
Seniores
- 200 metri piani: 21"71 ( Jena, 29 giugno 1986 -  Stoccarda, 29 agosto 1986)
- 200 metri piani indoor: 22"27 ( Indianapolis, 7 marzo 1987)
- Salto in lungo: 7,48 m ( Neubrandenburg, 9 luglio 1988 -  Losanna, 8 luglio 1992)
- Salto in lungo indoor: 7,37 m ( Vienna, 13 febbraio 1988)

## Palmarès

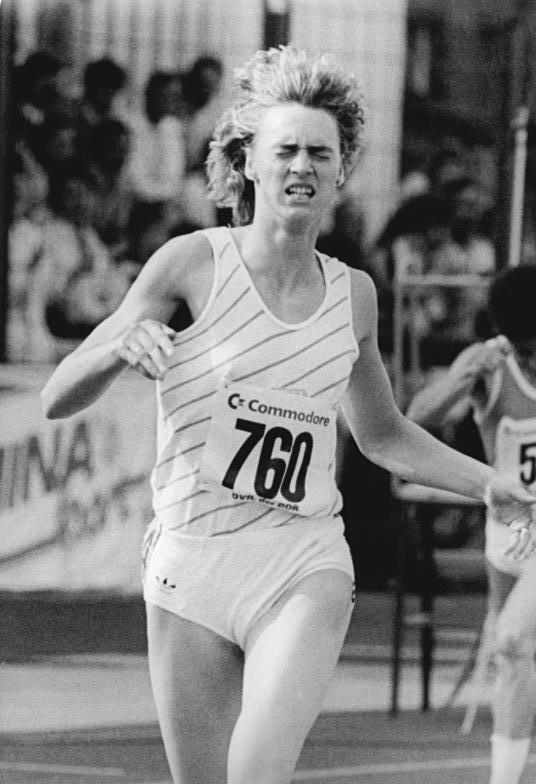
Heike Drechsler nel 1988

| Anno                                 | Manifestazione  | Sede         | Evento         | Risultato | Prestazione | Note                  |
| ------------------------------------ | --------------- | ------------ | -------------- | --------- | ----------- | --------------------- |
| In rappresentanza della Germania Est |                 |              |                |           |             |                       |
| 1981                                 | Europei U20     | Utrecht      | Salto in lungo | Oro       | 7,02 m      |                       |
| 1982                                 | Europei indoor  | Milano       | Salto in lungo | 5ª        | 6,33 m      |                       |
| 1982                                 | Europei         | Atene        | Salto in lungo | 4ª        | 6,71 m      |                       |
| 1983                                 | Europei indoor  | Budapest     | Salto in lungo | Bronzo    | 6,61 m      |                       |
| 1983                                 | Mondiali        | Helsinki     | Salto in lungo | Oro       | 7,27 m      |                       |
| 1985                                 | Europei indoor  | Il Pireo     | Salto in lungo | Bronzo    | 6,97 m      |                       |
| 1986                                 | Europei indoor  | Madrid       | Salto in lungo | Oro       | 7,18 m      | Record dei campionati |
| 1986                                 | Europei         | Stoccarda    | 200 m piani    | Oro       | 21"71       | Record mondiale       |
| 1986                                 | Europei         | Stoccarda    | Salto in lungo | Oro       | 7,27 m      | Record dei campionati |
| 1987                                 | Europei indoor  | Liévin       | Salto in lungo | Oro       | 7,12 m      |                       |
| 1987                                 | Mondiali indoor | Indianapolis | 200 m piani    | Oro       | 22"27       | Record dei campionati |
| 1987                                 | Mondiali indoor | Indianapolis | Salto in lungo | Oro       | 7,10 m      | Record dei campionati |
| 1987                                 | Mondiali        | Roma         | 100 m piani    | Argento   | 11"00       |                       |
| 1987                                 | Mondiali        | Roma         | Salto in lungo | Bronzo    | 7,13 m      |                       |
| 1988                                 | Europei indoor  | Budapest     | Salto in lungo | Oro       | 7,30 m      | Record dei campionati |
| 1988                                 | Giochi olimpici | Seul         | 100 m piani    | Bronzo    | 10"85       |                       |
| 1988                                 | Giochi olimpici | Seul         | 200 m piani    | Bronzo    | 21"95       |                       |
| 1988                                 | Giochi olimpici | Seul         | Salto in lungo | Argento   | 7,22 m      |                       |
| 1990                                 | Europei         | Spalato      | 200 m piani    | Argento   | 22"19       |                       |
| 1990                                 | Europei         | Spalato      | Salto in lungo | Oro       | 7,30 m      |                       |
| In rappresentanza della Germania     |                 |              |                |           |             |                       |
| 1991                                 | Mondiali indoor | Siviglia     | Salto in lungo | Argento   | 6,82 m      |                       |
| 1991                                 | Mondiali        | Tokyo        | Salto in lungo | Argento   | 7,29 m      |                       |
| 1991                                 | Mondiali        | Tokyo        | 4×100 m        | Bronzo    | 42"33       |                       |
| 1992                                 | Giochi olimpici | Barcellona   | Salto in lungo | Oro       | 7,14 m      |                       |
| 1993                                 | Mondiali        | Stoccarda    | Salto in lungo | Oro       | 7,11 m      |                       |
| 1994                                 | Europei indoor  | Parigi       | Salto in lungo | Oro       | 7,06 m      |                       |
| 1994                                 | Europei         | Helsinki     | Salto in lungo | Oro       | 7,14 m      |                       |
| 1995                                 | Mondiali        | Göteborg     | Salto in lungo | 9ª        | 6,64 m      |                       |
| 1995                                 | Mondiali        | Göteborg     | Eptathlon      | dnf       | dnf         |                       |
| 1997                                 | Mondiali indoor | Parigi       | Salto in lungo | 7ª        | 6,63 m      |                       |
| 1997                                 | Mondiali        | Atene        | Salto in lungo | 4ª        | 6,89 m      |                       |
| 1998                                 | Europei         | Budapest     | Salto in lungo | Oro       | 7,16 m      |                       |
| 2000                                 | Europei indoor  | Gand         | Salto in lungo | Argento   | 6,86 m      |                       |
| 2000                                 | Giochi olimpici | Sydney       | Salto in lungo | Oro       | 6,99 m      |                       |
| 2001                                 | Mondiali indoor | Lisbona      | Salto in lungo | 5ª        | 6,75 m      |                       |
| 2001                                 | Mondiali        | Edmonton     | Salto in lungo | 22ª (q)   | 4,45 m      |                       |
| 2002                                 | Europei         | Monaco       | Salto in lungo | 5ª        | 6,64 m      |                       |

## Altre competizioni internazionali
1983

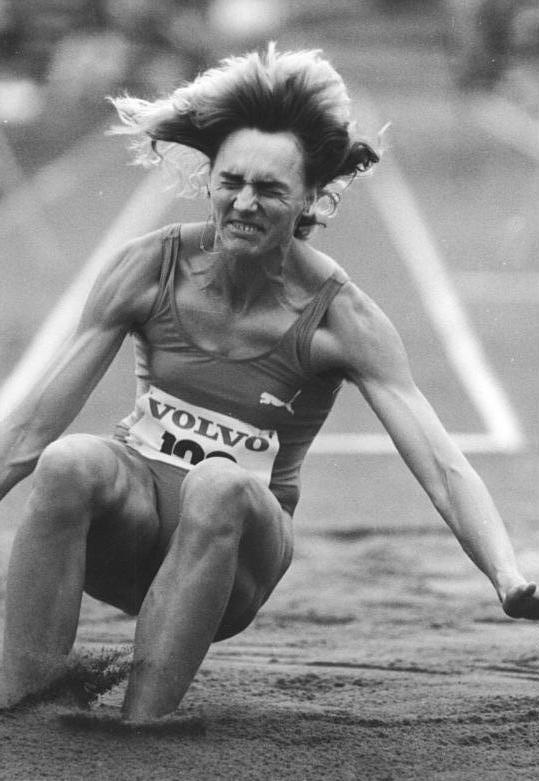
Heike Drechsler durante una gara di salto in lungo nel 1990

- Coppa Europa di atletica leggera ( Londra)

1985
- Oro in Coppa del mondo ( Canberra), salto in lungo - 7,27 m

1987
- Coppa Europa di atletica leggera ( Praga)

1991
- Coppa Europa di atletica leggera ( Francoforte)

1992
- Oro in Coppa del mondo ( L'Avana), salto in lungo - 7,16 m

1994
- Coppa Europa di atletica leggera ( Birmingham)
- Bronzo alla Grand Prix Final ( Parigi), salto in lungo - 6,83 m

1996
- Argento alla Grand Prix Final ( Milano), salto in lungo - 6,87 m

1998
- Argento alla Grand Prix Final ( Mosca), salto in lungo - 6,99 m
- Oro in Coppa del mondo ( Johannesburg), salto in lungo - 7,07 m

2000
- Oro alla Grand Prix Final ( Doha), salto in lungo - 7,07 m

## Premi e riconoscimenti
- Atleta dell'anno United Press International (1986)
- Atleta donna dell'anno per Track & Field (1992)
- Sportiva tedesca orientale dell'anno. (1986)
- Sportiva tedesca dell'anno (2000)
- Membro della IAAF Hall of Fame (2014)